# Мозамбички канал
Мозамбички канал (порт. Canal de Moçambique, мал. Lakandranon'i Mozambika, фр. Canal du Mozambique) је морски пролаз између Мозамбика у југоисточној Африци и острва Мадагаскар. Део је Индијског океана.
Мозамбички канал је дуг 1.500 km, а широк између 420 и 1.000 km. Највећа дубина је 3.292 метара. Топла морска струја тече овим каналом ка југу. На северу је ограничен Коморским острвима. У Мозамбичком каналу се налази више ненасељених острваца (4 од 5 француских Расејаних острва у Индијском океану).

## Опсег
Међународна хидрографска организација (IHO) дефинише границе Мозамбичког канала на следећи начин:
На северу. Линија од ушћа реке Ровуме (10° 28′ S 40° 26′ E / 10.467° Ј; 40.433° И) до Рас Хабуа, најсеверније тачке острва Велики Комори, најсевернијег острва Комора (Коморо), до рта Амбер, северни крај Мадагаскара (11° 57′ S 49° 17′ E / 11.950° Ј; 49.283° И).
На истоку. Западна обала Мадагаскара.
На југу. Линија од рта Сент-Мари, јужног краја Мадагаскара до Понта до Оро на копну (26° 53′ S 32° 56′ E / 26.883° Ј; 32.933° И).
На западу. Обала јужне Африке.

## Острва у каналу

### Комори
- Велики Комори
- Мохели
- Анжуан

### Француска
- Регион Француске: Мајот (полаже право Комори)
- Расејана острва у Индијском океану, округ француских јужних и антарктичких земаља:
  - Глориосо острва (полажу право Мадагаскар и Комори)
  - Острво Хуан де Нова (полаже право Мадагаскар)
  - Острво Европа (полаже право Мадагаскар)
  - Басас да Индија (полаже право Мадагаскар)

### Мозамбик
- Архипелаг Примеирас и Сегундас

## Историја

### Други светски рат

#### Граф Шпеинцидент
Дана 15. новембра 1939. године, под командом капетана Патрика (Пади) Дава, британски обалски танкер Африка Шел пловио је кроз Мозамбички канал од Квелимана до Лоренсо Маркеша пловећи на баласту. Током јутра, на тачки 19 km јужно-југозападно од светионика на рту Завора, приметио га је немачки џепни бојни брод Адмирал Граф Шпе, под командом капетана Ханса Лангсдорфа, и који је кренуо у крстарички напад. Граф Шпе је наредио Афричком Шелу да се заустави испаљивањем хитца преко његовог прамца.
Након што је зауставио Афрички Шел, кутер са групом за укрцавање је послат са Граф Шпеа и потом су се укрцали на танкер, а надлежни официр се обратио капетану Даву на савршеном енглеском реченицом: „Добро јутро, капетане. Извините, ратна срећа."
Временом, група која се укрцала наредила је бродској посади, осим мастера Африка Шел, да се укрца у њихове чамце за спасавање пре него што су са танкера однели сву храну, укључујући и малу количину вина. Посади је наређено да весла према обали, међутим капетан Дав је задржан у притвору на броду Граф Шпе где је требало да остане као заробљеник. Капетан Дав је био разјарен због пресретања његовог брода и пожалио се лично капетану Лангсдорфу, наводећи да се Африка Шел налази у португалским територијалним водама и да је та акција јасно кршење међународног права.
Са посадом Африке Шел која се приближавала обали, и са капетаном Давом заточеним на Граф Шпе, група која се укрцавала је наставила са операцијом потапања танкера. Набоји за потапање су постављени унутар брода и подешени су им тајмери, након чега се група поново укрцала у своје моторне чамце и вратила се на Граф Шпе. Са свим особљем безбедним на Граф Шпеу, Лангсдорф и његова посада су посматрали детонације експлозива које су отвориле две рупе на крми Африка Шела. Након тога, Граф Шпе је отворио ватру користећи део свог секундарног наоружања од 15 cm SK C/28 топова СК Ц/28, окончавши потапање Африка Шела.

#### Битка код Мадагаскара
Мозамбички канал је био тачка сукоба у Другом светском рату током Битке за Мадагаскар.